# Jacques Richard
Jacques Richard (Angers, 31 de març de 1954) és un director de cinema, guionista, productor i actor francès.

## Vida
Richard va arribar al cinema als 19 anys, primer com a ajudant de Henri Langlois a la Cinemateca Francesa, més tard com a intern per, entre d'altres, Benoît Jacquot durant el rodatge de L'assassin musicien (1976). Richards va dirigir un llargmetratge per primera vegada el 1975 amb Né.
El 1977 va fundar la seva pròpia productora cinematogràfica Les Films Élémentaires. A continuació, pel·lícules com Le rouge de chine (1977) i Rebelote (1982). Des de llavors, Richard ha treballat com a director de llargmetratges i curtmetratges per a cinema i televisió. Mentre que Rebelote amb Jean-Pierre Léaud era una pel·lícula muda, la seva pel·lícula de televisió Porté disparu amb Georges Claisse i Claude Jade també és un experiment: es van fer versions diferents i es va permetre que els espectadors de televisió tinguessin veu en el curs posterior de la trama. Les seves pel·lícules també inclouen el documental de 3,5 hores Le Fantôme d'Henri Langlois sobre el seu antic professor, que va ser nominat al Golden Hugo al millor documental al Festival Internacional de Cinema de Chicago.
Richard és l'oncle de l'actor Melvil Poupaud i del compositor Yarol Poupaud.

### Director

#### Llargmetratges
- 1975 : Né-
- 1977 : Le Rouge de Chine
- 1982 : Rebelote
- 1984 : Ave Maria
- 1986 : Cent francs l’amour
- 2007 : Né- (Le Vivarium) (realitzada el 1975).
- 2010 : L'Orpheline avec en plus un bras en moins
- 2016 : Sélection officielle

#### Curtmetratges
- 1976 : Les Écrans déchirés
- 1978 : Nature morte
- 1979 : Frankenstein (Pfalz)
- 1979 : Le Catch du samedi soir
- 1979 : La Maison qui pleure, codirigida amb Jacques Robiolles
- 1980 : Stars à quatre pattes
- 1981 : Docteur Rock et Mister Roll
- 1983 : Kiss me, Kill me
- 1986 : Les Paris du cœur
- 1991 : Langlois monumental
- 1998 : Le Musée du cinéma Henri Langlois
- 1998 : Le Bon Coin, amb Luis Rego i Sullivan Richard
- 1999 : Le Dix-huitième Sexe, ambc Luis Rego
- 2000 : La Dame pipi, amb Jackie Berroyer, Géraldine Danon, Catherine Ringer i Brigitte Lahaie
- 2001 : 24 clips musicaux
- 2008 : Le Nerf trijumeau, amb Pauline Delpech
- 2010 : Maria Dolorès, 75 ans, stripteaseuse
- 2010 : Plains les yeux, segment de la pel·lícula col·lectiva Outrage et rébellion en homenatge a Joachim Gatti.
- 2013 : À la Claire fontaine, amb les veus de Dominique Pinon it de Françoise Lebrun.

#### Documentals
- 1995 : L'Arche de Néné[4]
- 2003 : Jean Rouch, des mensonges plus vrais que la réalité,
- 2004 : Le Fantôme d'Henri Langlois
- 2004 : Léaud de Hurle-dents, amb Jean-Pierre Léaud
- 2005 : Les Suppléments d’âme, amb Guy Gilbert
- 2006 : Le pré-cinéma et les lanternes magiques
- 2007 : Cinéma, ma belle intrigue, amb Claude Lelouch
- 2009 : D/s, coréalisé amb Maîtresse Léïa.
- 2011 : Qui a peur d'Élizabeth Herrgott ?, amb Élizabeth Herrgott
- 2019 : Le Fantôme de Laurent Terzieff, amb Laurent Terzieff, Michael Lonsdale, Gabriel Cohn-Bendit, Catherine Terzieff, Fabrice Luchini, Jean Rochefort, Jean-Paul Belmondo
- 2019 : Passion Terzieff (versió televisiva de Fantôme de Laurent Terzieff)

#### Televisió
- 1991 : The Hitchhiker (sèrie de televisió) episodi 6.19 Les Complices.
- 1996 : Porté disparu amb Claude Jade